# 小行星1644
小行星1644（1644 Rafita）是一颗围绕太阳公转的小行星。1935年12月16日，拉斐爾·卡拉斯科·加羅雷納（Rafael Carrasco Garrorena）在马德里发现了此天体。
該小行星以卡拉斯科已故的兒子命名。
这颗小行星的绝对星等为196.95448等。